# 齐顾郑水库
齐顾郑水库是中国安徽省滁州市定远县境内的一座水库，位于淮河支流沛河上，建于1972年。水库正常库容为1470万立方米，集雨面积为42平方千米，海拔为71.5米。